# Mohammad Nahavandián
Mohammad Nahavandián (n. Teherán, 6 de febrero de 1954) es un economista y político iraní, desde el 4 de agosto de 2013 jefe de gabinete del gobierno de Irán presidido por Hasán Rouhaní. 
Anteriormente, ha presidido la Cámara de Comercio, Industrias, Minas y Agricultura de Irán entre julio de 2010 y su acceso al gabinete, y ha ejercido como vicesecretario del Consejo Superior de Seguridad Nacional de Irán entre agosto de 2005 y octubre de 2007, bajo la secretaría de Alí Lariyaní. Entre junio de 1994 y enero de 2002 fue viceministro de Comercio.
Además de su formación de doctor en Economía en Washington D. C., Nahavandián ha realizado estudios religiosos islámicos en Qom y ha sido calificado como «fundamentalista o principalista (osulgará) moderado» y como «un tecnócrata experimentado que ha servido a su país como burócrata de alto nivel desde hace décadas»

## Biografía

### Formación
Mohammad Nahavandián nació el 6 de febrero de 1954, hijo de Hach Yafar Nahavandián, fundador de la husainía de los Zanyaníes en la calle Sheij Hadí de Teherán. Nahavandián fue educado en la escuela Yafarí, por entonces la más prestigiosa de la Asociación de Enseñanzas Islámicas La instrucción secundaria la recibió en la escuela Alaví , frecuentada por las élites conservadoras chiitas, y a continuación realizó estudios religiosos islámicos con ulemas como Allamé Nurí, Mortezá Motahharí y Mohammad Taqí Shushtarí. 
En 1972 inició estudios de Economía en la Universidad de Teherán hasta licenciarse en 1976. Su maestría coincidió sin embargo con la Revolución de 1979, y quedó a medias.
Nahavandián mantuvo en su época de estudiante una relación de discípulo y maestro con Motahharí —influyente discípulo del ayatolá Jomeini—, a cuyas clases de Filosofía de la historia acudió durante sus estudios universitarios. En 1974, Nahavandián medió ante el decano de la facultad de Economía, Dr. Meshkat, para que éste lo autorizase para impartir clases de Economía islámica. En esos cursos, Nahavandián trabó conocimiento con eruditos musulmanes que después ocuparían cargos importantes en el aparato de estado o en la sociedad revolucionaria de la República Islámica de Irán, como Seyed Mohammad Beheshtí, Mohammad Yavad Bahonar, Mohammad Taqí Yafarí, Seyyed Alí Jameneí y Mohammad Mofatteh.
Tras el paréntesis revolucionario, Nahavandián retomó los estudios en 1985, desplazándose para ello a los Estados Unidos de América con su esposa e hijos, hasta doctorarse en la Universidad George Washington y regresar a Irán en 1993. 

### Actividad revolucionaria
Cuando Nahavandián abandonó los estudios para dedicarse al activismo subversivo, se unió a grupos de izquierda religiosa que constituyeron los grupos armados Saf y Al-Qareé, con los que Nahavandián practicó la lucha armada y que más adelante se fundirían en la Organización de los Muyahidines de la Revolución Islámica.

### Tras la Revolución
Nahavandián pasó fugazmente por la Radio y Televisión de la República Islámica de Irán (IRIB), donde no permaneció por falta de entendimiento con el presidente de la institución, Sadeq Qotbzadé (1937-1982). Reza Sadr, ministro de Comercio en el gobierno interino, lo coopta entonces como responsable de relaciones públicas del ministerio. Tras el atentado contra la sede del Partido de la República Islámica del 28 de junio de 1981 (7 de tir) y a la edad de 26 años, Nahavandián se convierte en secretario del ministerio de Comercio iraní, primero de coordinación y después de Planificación. Ante nuevas dificultades de entendimiento con sus superiores, Nahavandián se traslada a Qom para proseguir sus estudios islámicos.

### Estancia en Estados Unidos
En 1985, Mohammad Nahavandián se trasladó a Washington D. C. junto con su esposa e hijos para retomar sus estudios de Economía. Allí, fundó un Centro de Investigación e Información Islámicas que estableció vínculos con cuarenta centros islámicos estadounidenses, organizando sesiones mensuales rotatorias en los distintos estados para discutir «asuntos culturales y educativos». Nahavandián se doctoró en 1992.

### Ingreso en el aparato de estado desde los años 90
De retorno a Irán, Nahavandián fue empleado de inmediato por Yahyá Al-e Eshaq, ministro de Comercio y una de las personalidades principales del Partido de la Coalición Islámica —ligado a las élites conservadoras del bazar—, como secretario ministerial. Nahavandián permaneció como secretario del ministerio de Comercio aún tras el cambio de gobierno en 1997 con el acceso a la presidencia del reformista Mohammad Jatamí, con el ministro Mohammad Shariatmadarí hasta 2001, y aún siguió como consejero económico del presidente Jatamí y accedió a la presidencia del Centro Nacional de la Globalización y del Consejo Económico de la Radio y Televisión de la República Islámica de Irán (IRIB), hasta la subida al poder de Mahmud Ahmadineyad en 2005. En las elecciones de ese año, fue director de Economía de la campaña de Alí Lariyaní. Al proponérsele en el nuevo gobierno la presidencia del Instituto de Bolsa, Nahavandián prefirió proseguir su colaboración con Lariyaní, designado secretario del Consejo Superior de Seguridad Nacional, como vicesecretario económico de esa institución.

#### Controversia a propósito de sugreen card
En el año 2006, en el contexto de la crisis diplomática por el programa nuclear de Irán entre 2005 y 2007 y siendo Nahavandián vicesecretario del Consejo de Seguridad Nacional —y poseedor de una green card desde 1993, en su período de doctorando—, un viaje suyo a Estados Unidos fue el centro de declaraciones enfrentadas y contradictorias entre autoridades gubernamentales iraníes (Alí Lariyaní, el ministerio de Exteriores, el presidente Ahmadineyad) y estadounidenses (el Departamento de Estado, Condoleezza Rice, el diario Washington Times) en cuanto a la posible función diplomática de su viaje en relación con un mensaje a Mohammad Yavad Zarif, embajador de Irán ante la ONU, y a la eventual voluntad estadounidense de anular su permiso de residencia.

### Cámara de Comercio, privatización y mundialización
En la primavera de 2007, Nahavandián resultó elegido presidente de la Cámara de Comercio, Industrias, Minas y Agricultura de Irán, la mayor organización del sector privado iraní. Nahavandián trató, con su gestión, de reforzar la institución con el fin de proporcionarle influencia sobre la política gubernamental: 

De esta manera, podremos reforzar el sector privado y también reforzar la presencia del sector privado en el ámbito de la decisión política.
Mohammad Nahavandián, entrevistado por el diario Etemad, 10 de enero de 2009.

En concordancia con este cometido, formó parte del Comité Especial de Aplicación del Artículo 44 de la Constitución de Irán, dedicado al desarrollo de planes de privatizaciones de «hasta un 80 % de las acciones del sector estatal», según una reinterpretación de dicho artículo constitucional emitida en el verano de 2006 por la Asamblea de Discernimiento del Interés del Estado y sancionada por el líder supremo de Irán, el ayatolá Seyyed Alí Jameneí. Igualmente, Nahavandián preside el Centro de Análisis para la Adhesión a la Organización Mundial de Comercio de la República Islámica de Irán.

### Gobierno de Hasán Rouhaní (2013-)
El 4 de agosto de 2013, en su primera designación tras ser investido, el recién elegido presidente de Irán, Hasán Rouhaní, nombró a Mohammad Nahavandián como jefe de su gabinete. En calidad de tal, Nahavandián acompañó a Rouhaní en su viaje a Nueva York de septiembre de 2013, en que se produjo la primera conversación directa entre jefes ejecutivos de los gobiernos de Irán y Estados Unidos desde la toma de la embajada estadounidense en Teherán por estudiantes jomeinistas en noviembre de 1979 y tras varios años de creciente crisis internacional entre Washington y Teherán.
El 7 de octubre de 2013, Nahavandián fue nombrado por Alí Rabií, ministro de Cooperativas, Trabajo y Bienestar Social, miembro de la junta directiva del Instituto de Seguridad Social de Irán y de los diversos fondos asociados a dicho instituto.

## Publicaciones (selección)
- متن پیشنهادی سیاست‌های کلی جمهوری اسلامی ایران در خصوص جهانی شدن به انضمام سند پشتیبان  [Propuesta de política general de la República Islámica de Irán sobre la mundialización] (en persa). Teherán: فخراکیا [Fajrakiá]. 10 de noviembre de 2008. ISBN 964-5893-53-4. Consultado el 12 de diciembre de 2013.
- [9]

- گفتارهایی در باب جهانی شدن [Una mirada a la mundialización] (en persa). Teherán:  مرکز ملی مطالعات جهانی شدن, [Centro Nacional de Estudios de la Mundialización]. Consultado el 12 de diciembre de 2013.

- کتاب‌شناسی سازمان جهانی تجارت [‌Organización Mundial de Comercio. Una bibliografía] (en persa). Teherán:  مرکز ملی مطالعات جهانی شدن, [Centro Nacional de Estudios de la Mundialización]. enero  de 2007. Consultado el 12 de diciembre de 2013.

- کتابشناسی جهانی شدن [Mundialización. Una bibliografía] (en persa). Teherán:  مرکز ملی مطالعات جهانی شدن, [Centro Nacional de Estudios de la Mundialización]. Consultado el 12 de diciembre de 2013.

- ما و جهانی شدن (پیش‌طرح شناخت و سیاستگذاری)  [La mundialización y nosotros. Anteproyecto para la identificación y adopción de políticas] (en persa). Teherán: پژوهشگاه علوم انسانی و مطالعات فرهنگی، , [Centro de Investigación de Ciencias Humanas y Estudios Culturales]. 2004. ISBN 964-5893-54-2. Consultado el 12 de diciembre de 2013.